# The Dance at Silver Gulch
The Dance at Silver Gulch è un cortometraggio muto del 1912 diretto da Arthur Mackley. Il regista non è confermato.

## Produzione
Il film fu prodotto dall'Essanay Film Manufacturing Company. Venne girato a Niles, in California.

## Distribuzione
Distribuito dalla General Film Company, il film uscì nelle sale cinematografiche USA il 19 novembre 1912.